# Équipe du Maroc de football à la Coupe d'Afrique des nations 2019
L’équipe du Maroc de football participe à la Coupe d'Afrique des nations 2019 organisée en Égypte du 21 juin au 19 juillet 2019. Elle termine en tête de son groupe avec trois victoires, avant d'être éliminée en huitième de finale par le Bénin (1-1, 4-1 aux tirs au but).

## Qualifications
Le Maroc est placé dans le groupe B des qualifications qui se déroulent du 9 juin 2017 au 23 mars 2019. Sa qualification est acquise à l'issue de la cinquième journée.

### Résultats
| Rang | Équipe   | Pts | J | G | N | P | Bp | Bc | Diff |  | Résultats (▼ dom., ► ext.) |     |     |     |     |
| ---- | -------- | --- | - | - | - | - | -- | -- | ---- |  | -------------------------- | --- | --- | --- | --- |
| 1    | Maroc    | 11  | 6 | 3 | 2 | 1 | 8  | 3  | +5   |  | Maroc                      |     | 2-0 | 3-0 | 1-0 |
| 2    | Cameroun | 11  | 6 | 3 | 2 | 1 | 6  | 3  | +3   |  | Cameroun                   | 1-0 |     | 1-0 | 3-0 |
| 3    | Malawi   | 5   | 6 | 1 | 2 | 3 | 2  | 6  | -4   |  | Malawi                     | 0-0 | 0-0 |     | 1-0 |
| 4    | Comores  | 5   | 6 | 1 | 2 | 3 | 5  | 9  | -4   |  | Comores                    | 2-2 | 1-1 | 2-1 |     |

| Samedi 10 juin 2017 | Cameroun      | 1 - 0 | Maroc |                                                                 |                                                                 |
| 14:00 GMT           | Aboubakar 27e | (1-0) |       | Stade Ahmadou-Ahidjo, Yaoundé Arbitrage : Bamlak Tessema Weyesa | Stade Ahmadou-Ahidjo, Yaoundé Arbitrage : Bamlak Tessema Weyesa |
| 14:00 GMT           | Rapport       |       |       | Stade Ahmadou-Ahidjo, Yaoundé Arbitrage : Bamlak Tessema Weyesa | Stade Ahmadou-Ahidjo, Yaoundé Arbitrage : Bamlak Tessema Weyesa |

| 8 septembre 2018 | Maroc                         | 3 - 0 | Malawi |                                                                    |                                                                    |
| à determiner     | Ziyech 3e · En-Nesyri 42e 78e | (2-0) |        | Stade Mohammed-V, Casablanca Arbitrage : Jean-Jacques Ndala Ngambo | Stade Mohammed-V, Casablanca Arbitrage : Jean-Jacques Ndala Ngambo |
| à determiner     | Rapport                       |       |        | Stade Mohammed-V, Casablanca Arbitrage : Jean-Jacques Ndala Ngambo | Stade Mohammed-V, Casablanca Arbitrage : Jean-Jacques Ndala Ngambo |

| 13 octobre 2018 | Maroc                    | 1 - 0 | Comores |                                                         |                                                         |
|                 | Fayçal Fajr 90+6e (pen.) | (0-0) |         | Stade Mohammed-V, Casablanca Arbitrage : Ali Lemghaifry | Stade Mohammed-V, Casablanca Arbitrage : Ali Lemghaifry |
|                 | Rapport                  |       |         | Stade Mohammed-V, Casablanca Arbitrage : Ali Lemghaifry | Stade Mohammed-V, Casablanca Arbitrage : Ali Lemghaifry |

| 16 octobre 2018 | Comores              | 2 - 2 | Maroc                     |                                                                                        |                                                                                        |
| à déterminer    | Ben Nabouhane 8e 91e | (1-0) | 53e Boutaïb · 61e Amrabat | Stade international Saïd Mohamed Cheikh, Mitsamiouli Arbitrage : Davies Ogenche Omweno | Stade international Saïd Mohamed Cheikh, Mitsamiouli Arbitrage : Davies Ogenche Omweno |
| à déterminer    | Rapport              |       |                           | Stade international Saïd Mohamed Cheikh, Mitsamiouli Arbitrage : Davies Ogenche Omweno | Stade international Saïd Mohamed Cheikh, Mitsamiouli Arbitrage : Davies Ogenche Omweno |

| 16 novembre 2018 | Maroc                 | 2 - 0 | Cameroun |                                                             |                                                             |
|                  | Ziyech 54e (pen.) 66e | (0-0) |          | Stade Mohammed-V, Casablanca Arbitrage : Eric Otogo-Castane | Stade Mohammed-V, Casablanca Arbitrage : Eric Otogo-Castane |
|                  | Rapport               |       |          | Stade Mohammed-V, Casablanca Arbitrage : Eric Otogo-Castane | Stade Mohammed-V, Casablanca Arbitrage : Eric Otogo-Castane |

| 22 mars 2019 | Malawi  | 0 - 0 | Maroc |                                                               |                                                               |
| 15h00        |         | (0-0) |       | Stade Kamuzu, Blantyre Arbitrage : Hélder Martins de Carvalho | Stade Kamuzu, Blantyre Arbitrage : Hélder Martins de Carvalho |
| 15h00        | Rapport |       |       | Stade Kamuzu, Blantyre Arbitrage : Hélder Martins de Carvalho | Stade Kamuzu, Blantyre Arbitrage : Hélder Martins de Carvalho |

### Statistiques

#### Buteurs
| Buts | Joueurs                                     |
| ---- | ------------------------------------------- |
| 3    | Hakim Ziyech                                |
| 2    | Youssef En-Nesyri                           |
| 1    | Nordin Amrabat, Khalid Boutaïb, Fayçal Fajr |

## Préparation
Quelques jours après la fin des éliminatoires, le Maroc reçoit l'Argentine en amical. Il s'incline en fin de match (1-0).
En juin, le Maroc perd ses deux matchs de préparation, face à la Gambie (0-1) puis la Zambie (2-3).
| 26 mars 2019 | Maroc | 0 - 1 | Argentine  |                                                     |                                                     |
|              |       | (0-0) | 82e Correa | Stade Ibn-Batouta, Tanger Arbitrage : Janny Sikazwe | Stade Ibn-Batouta, Tanger Arbitrage : Janny Sikazwe |

| 12 juin 2019 | Maroc | 0 - 1 | Gambie        |                                                  |                                                  |
|              |       | (0-1) | 29e M. Barrow | Grand stade, Marrakech Arbitrage : Boubou Traoré | Grand stade, Marrakech Arbitrage : Boubou Traoré |

| 16 juin 2019 | Maroc                 | 2 - 3 | Zambie                               |                        |                        |
|              | Ziyech 24e 55e (pen.) | (1-2) | 1re Musonda · 44e Kangwa · 74e Mwepu | Grand stade, Marrakech | Grand stade, Marrakech |

## Compétition

### Tirage au sort
Le tirage au sort de la CAN se déroule le 12 avril 2019 au Caire, face au Sphinx et aux Pyramides. Il est effectué par d'anciens joueurs dont le Marocain Mustapha Hadji. 
Le Maroc est placé dans le chapeau 1 grâce à son classement FIFA.
Le tirage au sort donne alors comme adversaires des Lions de l'Atlas, la Côte d'Ivoire (chapeau 2, 65e au classement FIFA), l'Afrique du Sud (chapeau 3, 73e) et la Namibie (chapeau 4, 113e) dans le groupe D.

### Effectif
Une pré-sélection de vingt-sept joueurs est annoncée le 27 mai. Le 5 juin, le gardien Anas Zniti remplace Abdelali Mhamdi, blessé à l'épaule.
La liste finale est dévoilée le 11 juin. Anas Zniti, Abdelkrim Baadi, Amine Harit et Ayoub El Kaabi sont les quatre joueurs non-retenus.

### Premier tour
| Rang | Équipe         | Pts | J | G | N | P | Bp | Bc | Diff |  | Résultats (▼ dom., ► ext.) |     |     |     |     |
| ---- | -------------- | --- | - | - | - | - | -- | -- | ---- |  | -------------------------- | --- | --- | --- | --- |
| 1    | Maroc          | 9   | 3 | 3 | 0 | 0 | 3  | 0  | +3   |  | Maroc                      |     | 1-0 | 1-0 | 1-0 |
| 2    | Côte d'Ivoire  | 6   | 3 | 2 | 0 | 1 | 5  | 2  | +3   |  | Côte d'Ivoire              | 0-1 |     | 1-0 | 4-1 |
| 3    | Afrique du Sud | 3   | 3 | 1 | 0 | 2 | 1  | 2  | -1   |  | Afrique du Sud             | 0-1 | 0-1 |     | 1-0 |
| 4    | Namibie        | 0   | 3 | 0 | 0 | 3 | 1  | 6  | -5   |  | Namibie                    | 0-1 | 1-4 | 0-1 |     |

     Équipe qualifiée ou victorieuse; Pts = points; J = joués; G = gagnés; N = nuls; P = perdus;
Bp = buts pour; Bc = buts contre; Diff = différence de buts
| 23 juin 2019 | Maroc              | 1 - 0   | Namibie        | Stade Al Salam, Le Caire                         |                                                  |
| 16h30 CAT    | Keimuine 89e (csc) | (0 - 0) |                | Spectateurs : 6 857 Arbitrage : Louis Hakizimana | Spectateurs : 6 857 Arbitrage : Louis Hakizimana |
| 16h30 CAT    |                    | Rapport | 90+3e Keimuine | Spectateurs : 6 857 Arbitrage : Louis Hakizimana | Spectateurs : 6 857 Arbitrage : Louis Hakizimana |

| 28 juin 2019 | Maroc         | 1 - 0   | Côte d'Ivoire | Stade Al Salam, Le Caire |                         |
| 19h00 CAT    | En-Nesyri 23e |         |               | Arbitrage : Sidi Alioum  | Arbitrage : Sidi Alioum |
| 19h00 CAT    | El Ahmadi 69e | Rapport | 59e Coulibaly | Arbitrage : Sidi Alioum  | Arbitrage : Sidi Alioum |

| 1er juillet 2019 | Afrique du Sud        | 0 - 1   | Maroc         | Stade Al Salam, Le Caire              |                                       |
| 18h00 CAT        |                       | (0 - 0) | 90e Boussoufa | Arbitrage : Jean-Jacques Ndala Ngambo | Arbitrage : Jean-Jacques Ndala Ngambo |
| 18h00 CAT        | Zwane 18e · Zungu 31e | Rapport |               | Arbitrage : Jean-Jacques Ndala Ngambo | Arbitrage : Jean-Jacques Ndala Ngambo |

### Phase à élimination directe
| Huitième de finale | Maroc                        | 1 - 1 a. p. | Bénin                                                      | Stade Al Salam, Le Caire               |                                        |
| 5 juillet 2019     | En-Nesyri 76e                | (0-0, 1-1)  | 54e Adilèhou                                               | Arbitrage : Helder Martins de Carvalho | Arbitrage : Helder Martins de Carvalho |
| 5 juillet 2019     | Idrissi 90e · El Ahmadi 101e | Rapport     | 41e, 97e Adenon · 51e Soukou · 105e Seibou · 106e Anaane · | Arbitrage : Helder Martins de Carvalho | Arbitrage : Helder Martins de Carvalho |
| 5 juillet 2019     | Tirs au but 1-4              |             |                                                            | Arbitrage : Helder Martins de Carvalho | Arbitrage : Helder Martins de Carvalho |

### Temps de jeu
| Joueur                |          |          |          |          | TT       | But inscrit | Passe décisive | MJ       | MT       | Légende |
| --------------------- | -------- | -------- | -------- | -------- | -------- | ----------- | -------------- | -------- | -------- | --- |
| Gardiens              | Gardiens | Gardiens | Gardiens | Gardiens | Gardiens | Gardiens    | Gardiens       | Gardiens | Gardiens | Abréviations et symboles : TT : Total de minutes jouées MJ : Nombre de matchs joués MT : Matchs joués en tant que titulaire : but : passe décisive : joueur entré : joueur remplacé : capitaine : carton jaune : carton rouge |
| Munir Mohand Mohamedi | -        | -        | 90       | -        | 90       | -           | -              | 1        | 1        | Abréviations et symboles : TT : Total de minutes jouées MJ : Nombre de matchs joués MT : Matchs joués en tant que titulaire : but : passe décisive : joueur entré : joueur remplacé : capitaine : carton jaune : carton rouge |
| Yassine Bounou        | 90       | 90       | -        | 120      | 300      | -           | -              | 3        | 3        | Abréviations et symboles : TT : Total de minutes jouées MJ : Nombre de matchs joués MT : Matchs joués en tant que titulaire : but : passe décisive : joueur entré : joueur remplacé : capitaine : carton jaune : carton rouge |
| Ahmed Reda Tagnaouti  | -        | -        | -        | -        | -        | -           | -              | -        | -        | Abréviations et symboles : TT : Total de minutes jouées MJ : Nombre de matchs joués MT : Matchs joués en tant que titulaire : but : passe décisive : joueur entré : joueur remplacé : capitaine : carton jaune : carton rouge |
| Défenseurs            |          |          |          |          |          |             |                |          |          | Abréviations et symboles : TT : Total de minutes jouées MJ : Nombre de matchs joués MT : Matchs joués en tant que titulaire : but : passe décisive : joueur entré : joueur remplacé : capitaine : carton jaune : carton rouge |
| Mehdi Benatia         | 90       | 90       | -        | -        | 180      | -           | -              | 2        | 2        | Abréviations et symboles : TT : Total de minutes jouées MJ : Nombre de matchs joués MT : Matchs joués en tant que titulaire : but : passe décisive : joueur entré : joueur remplacé : capitaine : carton jaune : carton rouge |
| Manuel da Costa       | -        | 90       | 90       | 120      | 211      | -           | -              | 3        | 2        | Abréviations et symboles : TT : Total de minutes jouées MJ : Nombre de matchs joués MT : Matchs joués en tant que titulaire : but : passe décisive : joueur entré : joueur remplacé : capitaine : carton jaune : carton rouge |
| Romain Saïss          | 90       | 90       | 90       | 120      | 390      | -           | -              | 4        | 4        | Abréviations et symboles : TT : Total de minutes jouées MJ : Nombre de matchs joués MT : Matchs joués en tant que titulaire : but : passe décisive : joueur entré : joueur remplacé : capitaine : carton jaune : carton rouge |
| Nabil Dirar           | 90       | 90       | 74       | 73       | 269      | -           | -              | 4        | 3        | Abréviations et symboles : TT : Total de minutes jouées MJ : Nombre de matchs joués MT : Matchs joués en tant que titulaire : but : passe décisive : joueur entré : joueur remplacé : capitaine : carton jaune : carton rouge |
| Achraf Hakimi         | 90       | 90       | 90       | 120      | 390      | -           | -              | 4        | 4        | Abréviations et symboles : TT : Total de minutes jouées MJ : Nombre de matchs joués MT : Matchs joués en tant que titulaire : but : passe décisive : joueur entré : joueur remplacé : capitaine : carton jaune : carton rouge |
| Yunis Abdelhamid      | -        | -        | -        | -        | -        | -           | -              | -        | -        | Abréviations et symboles : TT : Total de minutes jouées MJ : Nombre de matchs joués MT : Matchs joués en tant que titulaire : but : passe décisive : joueur entré : joueur remplacé : capitaine : carton jaune : carton rouge |
| Noussair Mazraoui     | -        | 81       | 74       | 73       | 130      | -           | -              | 3        | 1        | Abréviations et symboles : TT : Total de minutes jouées MJ : Nombre de matchs joués MT : Matchs joués en tant que titulaire : but : passe décisive : joueur entré : joueur remplacé : capitaine : carton jaune : carton rouge |
| Abdelkrim Baadi       | -        | -        | -        | -        | -        | -           | -              | -        | -        | Abréviations et symboles : TT : Total de minutes jouées MJ : Nombre de matchs joués MT : Matchs joués en tant que titulaire : but : passe décisive : joueur entré : joueur remplacé : capitaine : carton jaune : carton rouge |
| Milieux               |          |          |          |          |          |             |                |          |          | Abréviations et symboles : TT : Total de minutes jouées MJ : Nombre de matchs joués MT : Matchs joués en tant que titulaire : but : passe décisive : joueur entré : joueur remplacé : capitaine : carton jaune : carton rouge |
| Mbark Boussoufa       | 90       | 90       | 90       | 120      | 390      | 1           | 1              | 4        | 4        | Abréviations et symboles : TT : Total de minutes jouées MJ : Nombre de matchs joués MT : Matchs joués en tant que titulaire : but : passe décisive : joueur entré : joueur remplacé : capitaine : carton jaune : carton rouge |
| Karim El Ahmadi       | 69       | 90       | 53       | 106      | 270      | -           | -              | 4        | 3        | Abréviations et symboles : TT : Total de minutes jouées MJ : Nombre de matchs joués MT : Matchs joués en tant que titulaire : but : passe décisive : joueur entré : joueur remplacé : capitaine : carton jaune : carton rouge |
| Younès Belhanda       | -        | 90       | 90       | 58       | 238      | -           | -              | 3        | 3        | Abréviations et symboles : TT : Total de minutes jouées MJ : Nombre de matchs joués MT : Matchs joués en tant que titulaire : but : passe décisive : joueur entré : joueur remplacé : capitaine : carton jaune : carton rouge |
| Fayçal Fajr           | -        | -        | 88       | 106      | 16       | -           | -              | 2        | -        | Abréviations et symboles : TT : Total de minutes jouées MJ : Nombre de matchs joués MT : Matchs joués en tant que titulaire : but : passe décisive : joueur entré : joueur remplacé : capitaine : carton jaune : carton rouge |
| Hakim Ziyech          | 90       | 74       | 88       | 120      | 372      | -           | -              | 4        | 4        | Abréviations et symboles : TT : Total de minutes jouées MJ : Nombre de matchs joués MT : Matchs joués en tant que titulaire : but : passe décisive : joueur entré : joueur remplacé : capitaine : carton jaune : carton rouge |
| Youssef Aït Bennasser | 69       | -        | 53       | -        | 106      | -           | -              | 2        | 1        | Abréviations et symboles : TT : Total de minutes jouées MJ : Nombre de matchs joués MT : Matchs joués en tant que titulaire : but : passe décisive : joueur entré : joueur remplacé : capitaine : carton jaune : carton rouge |
| Sofiane Boufal        | 57       | 74       | -        | 58       | 111      | -           | -              | 3        | -        | Abréviations et symboles : TT : Total de minutes jouées MJ : Nombre de matchs joués MT : Matchs joués en tant que titulaire : but : passe décisive : joueur entré : joueur remplacé : capitaine : carton jaune : carton rouge |
| Mehdi Bourabia        | 57       | -        | -        | -        | 57       | -           | -              | 1        | 1        | Abréviations et symboles : TT : Total de minutes jouées MJ : Nombre de matchs joués MT : Matchs joués en tant que titulaire : but : passe décisive : joueur entré : joueur remplacé : capitaine : carton jaune : carton rouge |
| Nordin Amrabat        | 90       | 81       | 90       | 87       | 348      | -           | 1              | 4        | 4        | Abréviations et symboles : TT : Total de minutes jouées MJ : Nombre de matchs joués MT : Matchs joués en tant que titulaire : but : passe décisive : joueur entré : joueur remplacé : capitaine : carton jaune : carton rouge |
| Attaquants            |          |          |          |          |          |             |                |          |          | Abréviations et symboles : TT : Total de minutes jouées MJ : Nombre de matchs joués MT : Matchs joués en tant que titulaire : but : passe décisive : joueur entré : joueur remplacé : capitaine : carton jaune : carton rouge |
| Youssef En-Nesyri     | 77       | 90       | 90       | 120      | 377      | 2           | -              | 4        | 4        | Abréviations et symboles : TT : Total de minutes jouées MJ : Nombre de matchs joués MT : Matchs joués en tant que titulaire : but : passe décisive : joueur entré : joueur remplacé : capitaine : carton jaune : carton rouge |
| Khalid Boutaïb        | 77       | -        | -        | -        | 13       | -           | -              | 1        | -        | Abréviations et symboles : TT : Total de minutes jouées MJ : Nombre de matchs joués MT : Matchs joués en tant que titulaire : but : passe décisive : joueur entré : joueur remplacé : capitaine : carton jaune : carton rouge |
| Oussama Idrissi       | -        | -        | -        | 87       | 33       | -           | -              | 1        | -        | Abréviations et symboles : TT : Total de minutes jouées MJ : Nombre de matchs joués MT : Matchs joués en tant que titulaire : but : passe décisive : joueur entré : joueur remplacé : capitaine : carton jaune : carton rouge |
| Total                 |          |          |          |          |          |             |                |          |          | Abréviations et symboles : TT : Total de minutes jouées MJ : Nombre de matchs joués MT : Matchs joués en tant que titulaire : but : passe décisive : joueur entré : joueur remplacé : capitaine : carton jaune : carton rouge |
| équipe du Maroc       | 90       | 90       | 90       | 120      | 390      | 3           | 2              | 4        | -        | Abréviations et symboles : TT : Total de minutes jouées MJ : Nombre de matchs joués MT : Matchs joués en tant que titulaire : but : passe décisive : joueur entré : joueur remplacé : capitaine : carton jaune : carton rouge |

#### Buteurs
| Buts | Joueurs           | Adversaires         |
| ---- | ----------------- | ------------------- |
| 2    | Youssef En-Nesyri | Côte d'Ivoire Bénin |
| 1    | Mbark Boussoufa   | Afrique du Sud      |
| csc  | Itamunua Keimuine | Namibie             |